# Ratchanok Intanon
Ratchanok Intanon (in thailandese: รัชนก อินทนนท์; 5 febbraio 1995) è una giocatrice di badminton thailandese.

## Palmarès

### Mondiali
- 1 medaglia:
  - 1 oro (Canton 2013 nel singolare)

### Coppa Sudirman
- 2 medaglie:
  - 2 bronzi (Kuala Lumpur 2013 nel misto; Gold Coast 2017 nel misto)

### Coppa Uber
- 2 medaglie:
  - 1 argento (Bangkok 2018 nel doppio)
  - 1 bronzo (Wuhan 2012 nel doppio)

### Giochi asiatici
- 1 medaglia:
  - 1 argento (Canton 2010 nel doppio)

### Campionati asiatici
- 2 medaglie:
  - 1 oro (Wuhan nel singolare)
  - 1 bronzo (Hyderabad 2016 nel doppio)

### Giochi del Sud-Est asiatico
- 5 medaglie:
  - 2 ori (Giacarta 2011 nel doppio; Singapore 2015 nel doppio)
  - 1 argento (Vientiane 2009 nel singolare)
  - 2 bronzi (Vientiane 2009 nel doppio; Giacarta 2011 nel singolare)